# 수원시립교향악단
수원시립교향악단(水原市立交響樂團, Suwon Philharmonic Orchestra)은 경기도의 대표적인 관현악단이다. 1982년에 창단되었으며, 초대 상임지휘자는 송태옥이었다.
이후 정두영, 김몽필, 금난새 등이 상임지휘자를 맡았고, 2001년에 박은성이 5대 상임지휘자로 부임해 2007년까지 재직했다. 2008년에 피아니스트 겸 지휘자인 김대진이 6대 상임지휘자로 2017년까지 활동했으며 2018년부터 최희준이 7대 상임지휘자로 부임해 현재까지 활동하고 있다. 부지휘자는 신은혜이며, 악장은 공석이다. 2014년 3월 개관한 수원SK아트리움이 상주 공연장이다.
1995년 3월에 창단 이후 최초로 미국에서 순회 공연을 가졌으며, 같은 해 10~11월에는 영국과 에스파냐에서도 공연했다. 이외에도 타이(1998), 일본, 인도네시아와 타이완 3개국(2001)에서도 연주회를 가졌으며, 2003년 10월에 아시아 오케스트라 위크에 한국 대표로 참가해 오사카에서 공연하기도 했다. 2004년 5월에는 독일의 에케스하우젠 음악제 초빙으로 순회 공연을 개최하였으며, 2009년 6월 뉴욕 카네기홀 공연을 진행했다.
2004년부터는 브루크너의 교향곡 연주로 화제가 되었으며, 교향곡 4, 6, 8번이 교향악단 자체 기획으로 출반되었다.
상임지휘자 김대진의 부임 이후 2010년 베토벤 사이클, 2013년 차이콥스키 사이클을 진행하였으며, 2012년 베토벤 교향곡 5&2번 음반을 출시하였다.